# Equivalència tòxica
| Compost                      | OMS-TEF (2005) |
| Dibenzodioxines policlorades |                |
| ---------------------------- | -------------- |
| 2,3,7,8-TCDD                 | 1              |
| 1,2,3,7,8-PeCDD              | 1              |
| 1,2,3,4,7,8-HxCDD            | 0.1            |
| 1,2,3,6,7,8-HxCDD            | 0.1            |
| 1,2,3,7,8,9-HxCDD            | 0.1            |
| 1,2,3,4,6,7,8-HpCDD          | 0.01           |
| OCDD                         | 0.0003         |
| Dibenzofurans policlorats    |                |
| 2,3,7,8-TCDF                 | 0,1            |
| 1,2,3,7,8-PeCDF              | 0,03           |
| 2,3,4,7,8-PeCDF              | 0,3            |
| 1,2,3,4,7,8-HxCDF            | 0,1            |
| 1,2,3,6,7,8-HxCDF            | 0,1            |
| 1,2,3,7,8,9-HxCDF            | 0,1            |
| 2,3,4,6,7,8-HxCDF            | 0,1            |
| 1,2,3,4,6,7,8-HpCDF          | 0,01           |
| 1,2,3,4,7,8,9-HpCDF          | 0,01           |
| OCDF                         | 0,0003         |
| Bifenils policlorats         |                |
| PCB 77                       | 0.0001         |
| PCB 81                       | 0.0003         |
| PCB 126                      | 0.1            |
| PCB 169                      | 0.03           |
| 105                          | 0.00003        |
| 114                          | 0.00003        |
| 118                          | 0.00003        |
| 123                          | 0.00003        |
| 156                          | 0.00003        |
| 157                          | 0.00003        |
| 167                          | 0.00003        |
| 189                          | 0.00003        |

El factor d'equivalència tòxica (TEF per les sigles en anglès), també anomenat factor de toxicitat relativa, és un factor que compara la toxicitat de diferents compostos respecte al més tòxic del conjunt o al de referència.
Aquest sistema es va crear per poder comparar la toxicitat dels diferents congèneres de les dioxines.
En la taula annexa, es compara el grau de toxicitat de cada un dels congèneres de diferents dioxines respecte a la (2,3,7,8-Tetraclorodibenzodioxina).

## Sistemes d'avaluació
Al llarg del temps s'han anat succeint diversos sistemes per avaluar la toxicitat, com ara el "factor d'equivalència tòxica Internacional per a dioxines i furans" I-TEQDF i el factor d'equivalència tòxica propi d'alguns països. Avui en dia, el més acceptat és l'OMS-TEQDFP (WHO-TEQDFP per les sigles en anglès) de l'Organització Mundial de la Salut el qual inclou els bifenils policlorats.

## TEQ
El TEF permet calcular la TEQ o Teq, que és la quantitat d'equivalent a la toxicitat del compost que volem avaluar. És a dir, és la manera de saber la toxicitat d'una mostra que conté diversos congèneres, amb quina quantitat de 2,3,7,8-TCDD, la toxicitat seria equivalent. S'obté en multiplicar la quantitat determinada d'un agent pel seu factor d'equivalència tòxica (TEF). Així, per exemple, el 2,3,4,7,8-PeCDF (pentaclorodibenzofurà) amb un TEF=0,5 ha de doblar la seva dosi per induir el mateix efecte que el 2,3,7,8-TCDD. L'ús del TEF és molt útil per expressar la toxicitat de barreges de congèneres, situació usual en la pràctica, especialment amb els PCBs.

## Utilitat
El TEQ permet facilitar l'avaluació dels riscs i els controls reglamentaris, ja que possibilita la quantificació de la toxicitat d'una mostra que contingui diferents congèneres.
Mitjançant la suma del TEQ de cada compost d'una mescla, es pot saber el TEQ total i, per tant, el grau de contaminació de la mostra.
{\displaystyle \sum _{i}Quantitat_{i}*TEF_{i}=TEQ}